# Les Fusils du Far West
Pour plus de détails, voir Fiche technique et Distribution.
Les Fusils du Far West (titre original : The Plainsman) est un film américain de David Lowell Rich sorti en 1966. Il s'agît du remake d'Une aventure de Buffalo Bill de Cecil B. DeMille sorti trente ans plus tôt.

## Synopsis
Tandis que la Guerre de Sécession prend fin, Wild Bill Hickok est heureux d'être libre et de pouvoir rentrer chez lui après quatre années passées à servir au front. Alors qu'il est sur le chemin du retour, il est attaqué par Crazy Knife et sa bande de Cheyennes mais est secouru par le chef Black Kettle qu'il a connu avant le conflit. Hickok apprend que les Cheyennes se font livrer des armes par un homme d'affaires peu scrupuleux...

## Fiche technique
- Titre original : The Plainsman
- Réalisation : David Lowell Rich
- Scénario : Michael Blankfort
- Directeur de la photographie : Bud Thackery
- Montage : Danny B. Landres et Budd Small
- Musique : John Williams
- Costumes : Helen Colvig
- Production : Richard E. Lyons
- Genre : Western
- Pays de production :  États-Unis
- Durée : 92 minutes
- Dates de sortie :
  - États-Unis : août 1966
  - France : 14 décembre 1966

## Distribution
- Don Murray (VF : Jacques Deschamps) : James Butler « Wild Bill » Hickok
- Guy Stockwell (VF : Roger Rudel) : William Frederick « Buffalo Bill » Cody
- Abby Dalton : Calamity Jane (prononcée « Calamité Jeanne » en VF)
- Bradford Dillman (VF : René Bériard) : Lt. Stiles
- Henry Silva : Crazy Knife (Cheval Fougueux en VF)
- Simon Oakland (VF : Jean Violette) : chef Black Kettle (Bison Noir en VF)
- Leslie Nielsen (VF : Jean Michaud) : le général Custer
- Edward Binns (VF : Lucien Bryonne) : John Lattimer
- Michael Evans : Estrick
- Percy Rodriguez : frère John
- Terry Wilson : Sgt. Womack
- Walter Burke (VF : Jean Berton) : Abe (Abel en VF) Ireland
- Emily Banks : Louisa Cody (en)
- Richard Alden (VF : Claude D'Yd) : le caporal au bureau du fort
- Russell Thorson (VF : Émile Duard) : le shérif Hart de Hays City